# Pastisseria

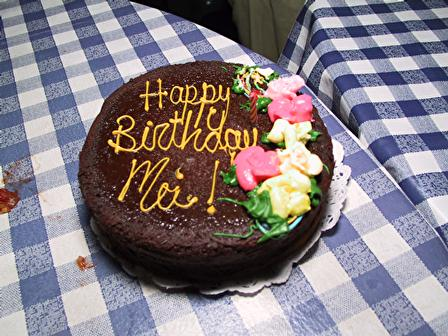
Pastís d'aniversari decorat.

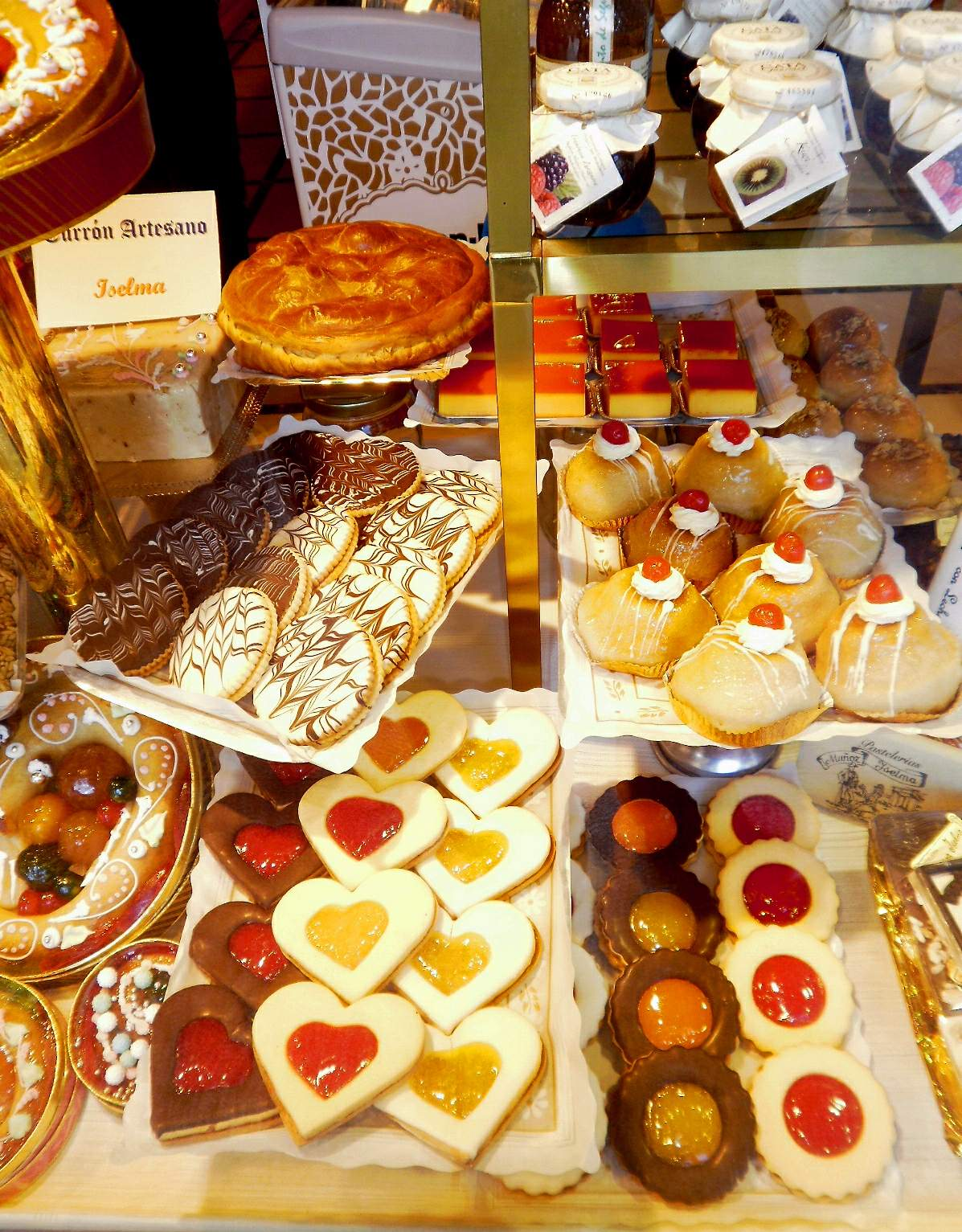
Diferents menes de darreries.

La pastisseria és l'art de preparar o decorar pastissos o altres darreries o dolçors. El terme rebosteria és el que s'utilitza per a denominar la mena de gastronomia que es basa en la preparació, i decoració de plats dolços com ara coques farcides, pastissos, bescuits, púdings, etc.

## Orígens
Els perses semblen haver estat els primers a perfeccionar la fabricació de sucre sòlid en pa en el segle v a. C.
En l'antiguitat, la dolçor sols es coneixia pels ingredients bàsics dels aliments i principalment la mel. La mel es prestava a una àmplia gamma d'usos culinaris i s'utilitzava, en particular, per a conservar diverses fruites.
La tradició europea de la pastisseria remunta sovint a l'època de la pasta trencada que s'utilitzava en tot el Mediterrània en l'antiguitat. En l'antiga Mediterrània, els romans, grecs i fenicis tenien pastissos de pasta fil·loo en les seves tradicions culinàries. En les obres d'Aristòfanes, escrites en el segle v  a. C., es parla de dolçors, en particular de petits pastissos farcits de fruita. La cuina romana utilitzava farina, oli i aigua per a fer pastissos que s'usaven per a cobrir carns i ocells durant la cocció per a retenir-ne els sucs, però aquests pastissos no anaven destinats a ser menjats. Tant els grecs com els romans tenien dificultats per a fer una bona pasta perquè utilitzaven oli en el procés d'enfornament, i l'oli fa que la pasta perdi la seva rigiditat
Durant molt de temps, la rebosteria va anar associada a la medicina i la botica. Hipòcrates, Dioscòrides i Galè recomanaven medicaments elaborats amb diversos productes, i en els "antidotaris", així com en textos de l'Alta Edat mitjana, hi ha receptes de dolçors, com les gelees de fruites i els torrons.
Els àrabs van ser sens dubte els primers a desenvolupar receptes de dolços amb una finalitat gustativa, a base únicament de sucre (el que els diferencia d'altres darreries). Un llibre de cuina de Bagdad, datat del 1226, mostra que ja disposaven d'un gran nombre de receptes, la qual cosa demostra un alt nivell de perícia i constitueix un primer escalaborn de l'art del confiter.
L'ús del sucre en els dolçors es va desenvolupar molt lentament. Article de luxe, no va ser fins al Renaixement quan va substituir per complet a la mel, a causa del seu preu. Però a partir de llavors, els descobriments en rebosteria serien inseparables de la seva evolució.

En la cuina medieval del nord d'Europa, els pastissers podien produir pastissos bells i rígids perquè els cuinaven amb llard i mantega. S'han trobat algunes llistes d'ingredients incompletes en llibres de cuina medievals, però no una versió completa i detallada. Hi havia pastissos durs i buits que solament menjaven els servents i que eren coberts amb setinat de rovell d'ou per a fer-los més agradables de menjar. Els pastissos medievals també incloïen petits pastissos per a afegir relleu.
Sols a mitjan segle xvi  van començar a aparèixer autèntiques receptes de rebosteria. Aquestes receptes van ser adoptades i adaptades amb el temps en diversos països europeus, donant lloc a innombrables tradicions pastisseres conegudes, dels pastéis de nataaportuguesos en l'oest fins als pirozhki russos en l'est. L'ús de xocolata en productes enfornats occidentals, tan comú avui dia, solament va sorgir després que els comerciants espanyols i portuguesos portessin la xocolata del Nou Món a Europa a partir del segle xvi . Molts historiadors culinaris consideren el pastisser francès Marie-Antoine Carême (1784-1833) com el primer gran mestre de la pastisseria dels temps moderns.
La pastisseria té una forta tradició en moltes parts d'Àsia. Els pastissos xinesos s'elaboren amb arròs o diferents tipus de farina, amb farciments de fruita, pasta de mongetes dolces o sèsam. Els pastissos de lluna són part de les tradicions xineses del Festival de la Mitja Tardor, mentre que el cha siu bao, brioixos de porc al vapor o al forn, són un element habitual en el saborós menú de dim sum. En el segle xix , els britànics van introduir la rebosteria a l'estil occidental en el Llunyà Orient, però va ser la influència francesa de Maxim (una cadena de restaurants d'Hong Kong) en la dècada de 1950 la que va fer que la rebosteria occidental fos popular a les regions de llengua xinesa, començant per la d'Hong Kong. Allí el terme "pastís occidental" (西餅) s'utilitza per a referir-se als pastissos occidentals; en cas contrari, se suposa que són pastissos xinesos. Altres països asiàtics, com Corea, preparen pastissos tradicionals com el ttok, el hangwa i el yaksik amb farina, arròs, fruites i ingredients específics de la regió per a elaborar postres úniques. el Japó també té pastissos especials més coneguts com mochi i manjū. La brioixeria i confiteria originària d'Àsia es distingeix clarament de la procedent d'Occident, que generalment és molt més dolça.
Molts pastissos poden ser especialment característics d'una regió (Fartó, <a href="https://es.wikipedia.org/wiki/Ca%C3%B1as_(postre)" rel="mw:ExtLink" title="Cañas (postre)" class="cx-link" data-linkid="70">cañas</a>, Pastís de Santiago, kouign-amann, acanalat, etc.) o tradicionalment específics de determinades èpoques de l'any (Tortell de Reis, Mona de Pasqua, Galeta de Reis, bûche de Nadal, Panetone etc.).

## Receptes antigues modernes
Part dels actuals receptaris de rebosteria parteixen de fórmules antigues o modernes, fruit del gust de la gent, enfront dels canvis posteriors als que van ser sotmeses les arts culinàries amb l'addició de nous ingredients per a la producció d'una nova sèrie. Entre els escassos que, respecte als dolços, han arribat als nostres dies destaca l'escrit a finalitats del segle xiv  pel jutge municipal i repostero Carlos Payán Romero (Llits, 1845-1931), de gran interès puix que aporta les receptes rebosteres que va heretar o va recrear, algunes de les quals (per exemple la del 'tocino del cielo ("cansalada del cel"), per la raó apuntada, res tenen a veure, excepte en el nom, amb les actuals. Així, l'afeccionat als gustos originals podrà elaborar, amb la metrologia vuitcentista i entre un centón de receptes, les truites de llet, el pa de rei, les llesques amb ou de bescuit, les puchinas, el alfajor, el polvoró, la quallada de bescuits, els mostachones, el dolç de pela de síndria, els pelluscos, el <i>bienmesabe</i>, les pomes en pobra, la rosa de dolços, els bescuits mexicans, el pa francès o les coques d'oli. Anualment el premi Coupe du monde de la patisserie es tria una persona com a millor rebostera del món.

## Preparació

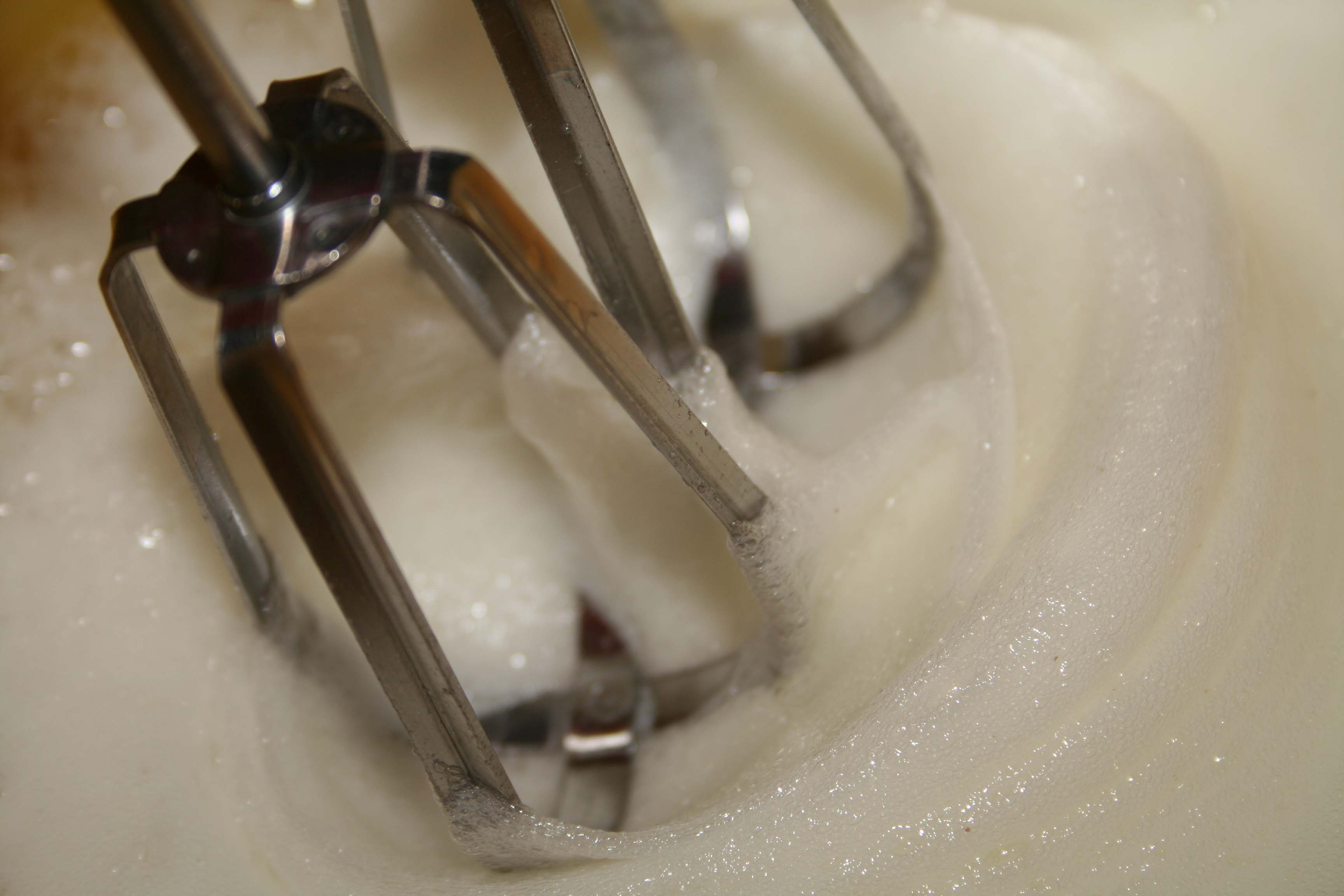
Elaboració de merenga muntant clares d'ou o aquafaba en una màquina batedora.

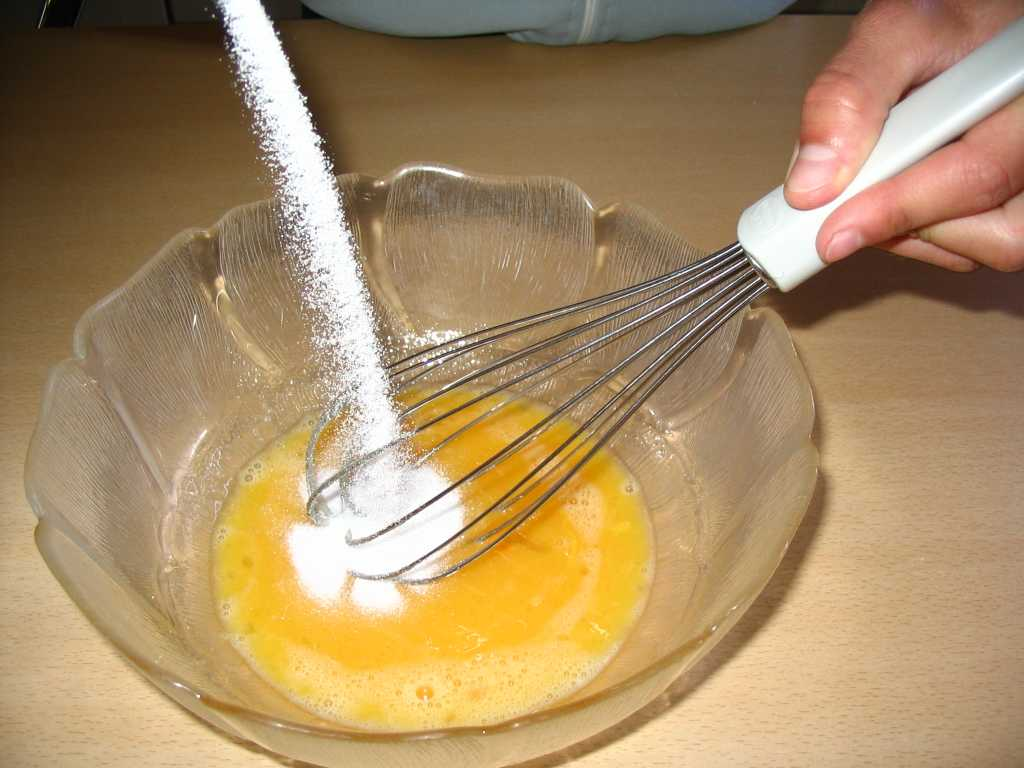
Barrejant ous i sucre, passos preliminars per a preparar molts pastissos com per un exemple un brownie.

A diferència d'altres aliments preparats amb farina de blat com el pa, on l'objectiu és pastar la mescla explotant les propietats elàstiques del gluten, els preparats en rebosteria solen tractar de mantenir al mínim l'agitació de la massa, una vegada agregada la farina. Els reposteros opten per usar ingredients com el llevat o el bicarbonat sòdic (pols d'enfornar) quan volen generar bombolles d'aire en la pasta i l'aliment final. Això fa que els pastissos siguin tradicionalment esponjosos, en comptes de gomosos.
Se sol usar per a gairebé tots els aliments de la rebosteria:
- Sucre
- Ous
- Farina
- Mantega
- Vainilla
- Xocolata
- Crema
- Llevat
- Llet

És important aquí prendre cura de les proporcions puix que una error pot arruïnar el resultat.
Algunes darreries porten endins trossos de fruita. Unes altres poden portar en el seu lloc, o addicionalment, una capa de crema decorativa a l'exterior.

### Pastissos amb capes

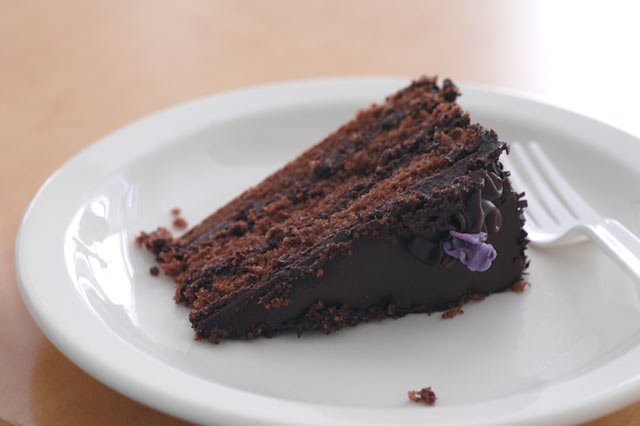
Porció de pastís de xocolata amb capes.

Els pastissos de diverses capes solen preparar-se utilitzant diversos bescuits prims que després són col·locats un sobre l'altre formant les capes, amb crema o fruita entre cada capa. El producte acabat sol cobrir-se amb crema o una altra decoració. Sol tallar-se i servir-se com si la separació entre capes no existís.
En algunes ocasions, es poden afegir els ingredients separant les capes abans de posar el pastís al forn. A vegades també es talla un pastís gros horitzontalment per a crear les capes amb l'objectiu d'introduir crema o fruita entre si. En aquest cas ha de fer-se amb summa cura per a evitar que es trenquin o s'enfonsin les capes.
Quan les capes van separades per columnes (com succeeix en un pastís de noces) o quan cada capa té un diàmetre diferent (generalment donant al pastís una aparença de piràmide escalonada) es diu estatge a cada capa i solen menjar-se separdament.

## Decoració

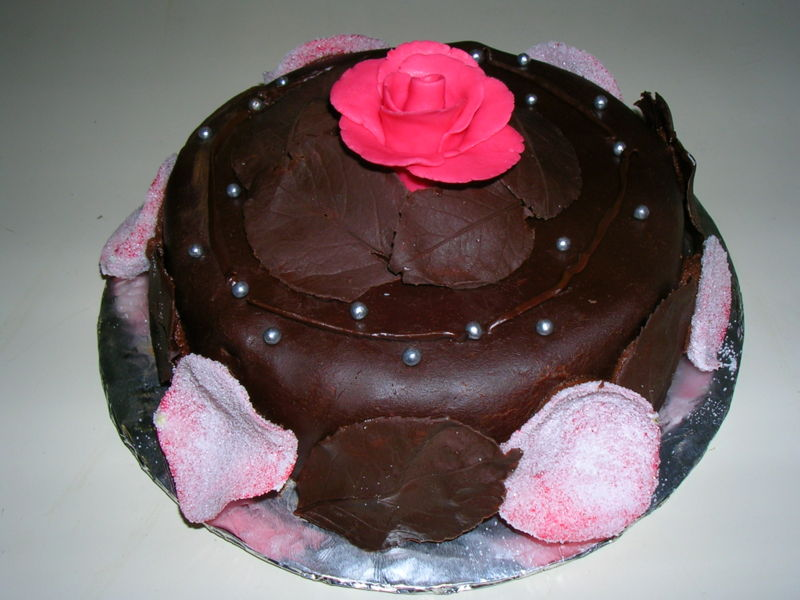
Pastís decorat amb crema de xocolata, pètals de rosa comestibles i fulles de xocolata.

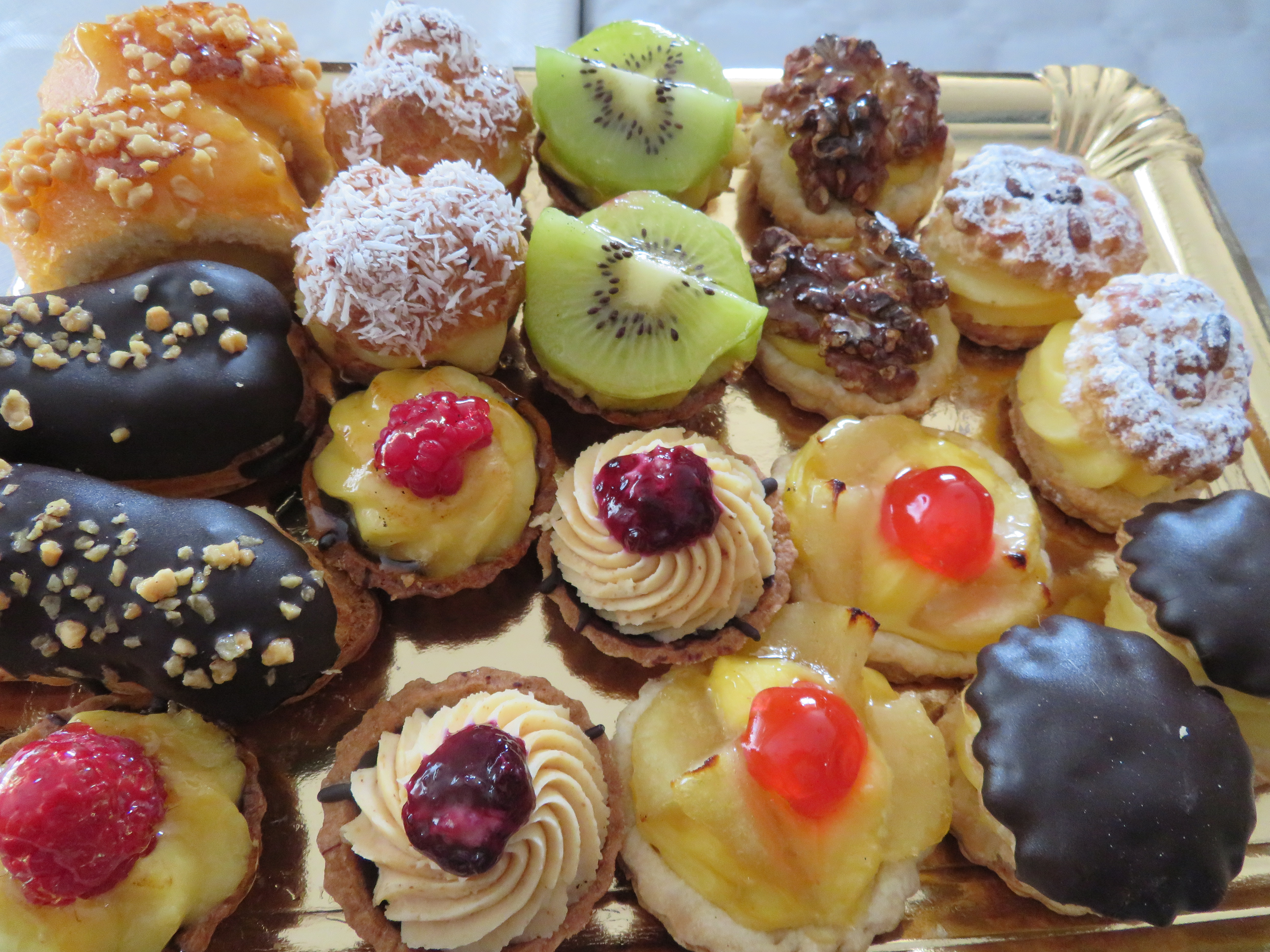
Plàtera de rebosteria.

Una vegada que s'acaba d'enfornar un pastís, s'acostuma a decorar amb diverses cobertes cremoses o de sucre i elements que aportin tant gust com decoració, entre aquests darrers tenim fruita, nous, espurnes de xocolata o de dolç, entre d'altres.
Entre les cobertures més populars hi ha el ganache de xocolata, la crema de mantega, la crema batuda, la crema chantillí, cobertura de xocolata, crema de formatge i la pasta de sucre o fondant. Aquesta és la part més cèlebre del procés, fins i tot al punt que a part de les classes de pastisseria existeixen cursos especials per a la decoració de pastissos.
Quant a les cremes, betunes o setinats, aquestes es realitzen amb matèria grassa i sucre i segons la textura, la sabor i la color s'agreguen més ingredients. Alguns exemples de matèria grassa són mantega, llard vegetal, formatge crema, xocolata, entre d'altres. El sucre que s'usa en la majoria dels casos és sucre de llustre, que no és més que sucre normal mòlta fins que estigui extremadament fina perquè així pugui tenir una mínima o nul·la sensació granulosa o ser empolvorada o deixada caure en forma de neu sobre el pastís. Per al sabor s'utilitza xocolata, vainilla, fruites, licors o saboritzants artificials.
La color pot ser afegida pels mateixos ingredients o en defecte d'això s'agrega color artificial. Per a aplicar aquesta mena de coberta al pastís s'utilitzen les espàtules, poden ser rectes o en forma de “L”; n'hi ha diverses grandàries i gruixos, segons de la mena de coberta a aplicar i de la meticulositat que calgui per a la decoració.
Tocant als detalls, s'apliquen amb un equipament especial, com ara injectadores o mànigues amb filtres especials. Les diferents colors de les cremes s'usen per a fer formes sobre la superfície del pastís, com ara per a escriure "Per molts anys", dibuixar un personatge de dibuixos animats, etc.
A la fi del segle xx, es van tornar disponibles al públic nous productes per a la decoració de pastissos. Aquests inclouen esparcidors especials d'espurnes i mètodes per a transferir una imatge impresa a un pastís. A vegades s'afegeix adornaments preconfeccionats al pastís com a nombres o figures plàstiques o comestibles. També existeixen fulles de xocolata que poden ser col·locades on es desitgi.
El fondant és una alternativa més per a la decoració de pastissos és una pasta laminada feta a base d'aigua i sucre, el seu nom prové del francès i significa: “que es fon” i fa referència a la sensació física al moment de menjar-lo. Aquest material és completament emmotllable, es poden crear figures, flors o qualsevol cosa per ho és una dels grans avantatges ja que obre la porta a la creativitat. Per a fer fondant hi ha diverses receptes i gusts, ara, sí que el fet és que cal tenir paciència i dedicació per a treballar-lo i esperar fins que sigui completament sec per a poder manipular-li millor.

## Utensilis de rebosteria
Motlle per a gofres, un dels molts utensilis que s'utilitzen en la rebosteria.
Alguns estris s'utilitzen sovint, són:
- Coberts i rascador;
- El batedor, mecànic, elèctric o manual;
- La tassa de mesurar per a líquids i la bàscula domèstica per a sòlids;
- Recipients varis: bols, casseroles, etc., utilitzats en la preparació o presentació;
- El corró de cuina i la planxa de rebosteria;
- La mànega pastissera i els motlles per a donar forma a les dolçors;
- Pel·lícules de paper, plàstic, paper d'alumini;
- colador xinès  i uns altres de similars;
- La liquadora;
- El bol per a barrejar.

## Rebosteria com a professió
Molts productes de rebosteria requereixen molt temps i mà d'obra. La presentació és un aspecte important en la preparació tant de la rebosteria com de les postres. El treball sol ser físicament exigent i requereix atenció al detall i llargues jornades. Els pastissers també són responsables de crear noves receptes per a incloure en els menús i treballen en restaurants, bistrós, grans hotels, casinos i fleques. La cocció se sol realitzar en una zona lleugerament separada de la cuina principal. Aquesta secció de la cuina s'encarrega d'elaborar pastissos, darreries i altres productes enfornats

## Establiments

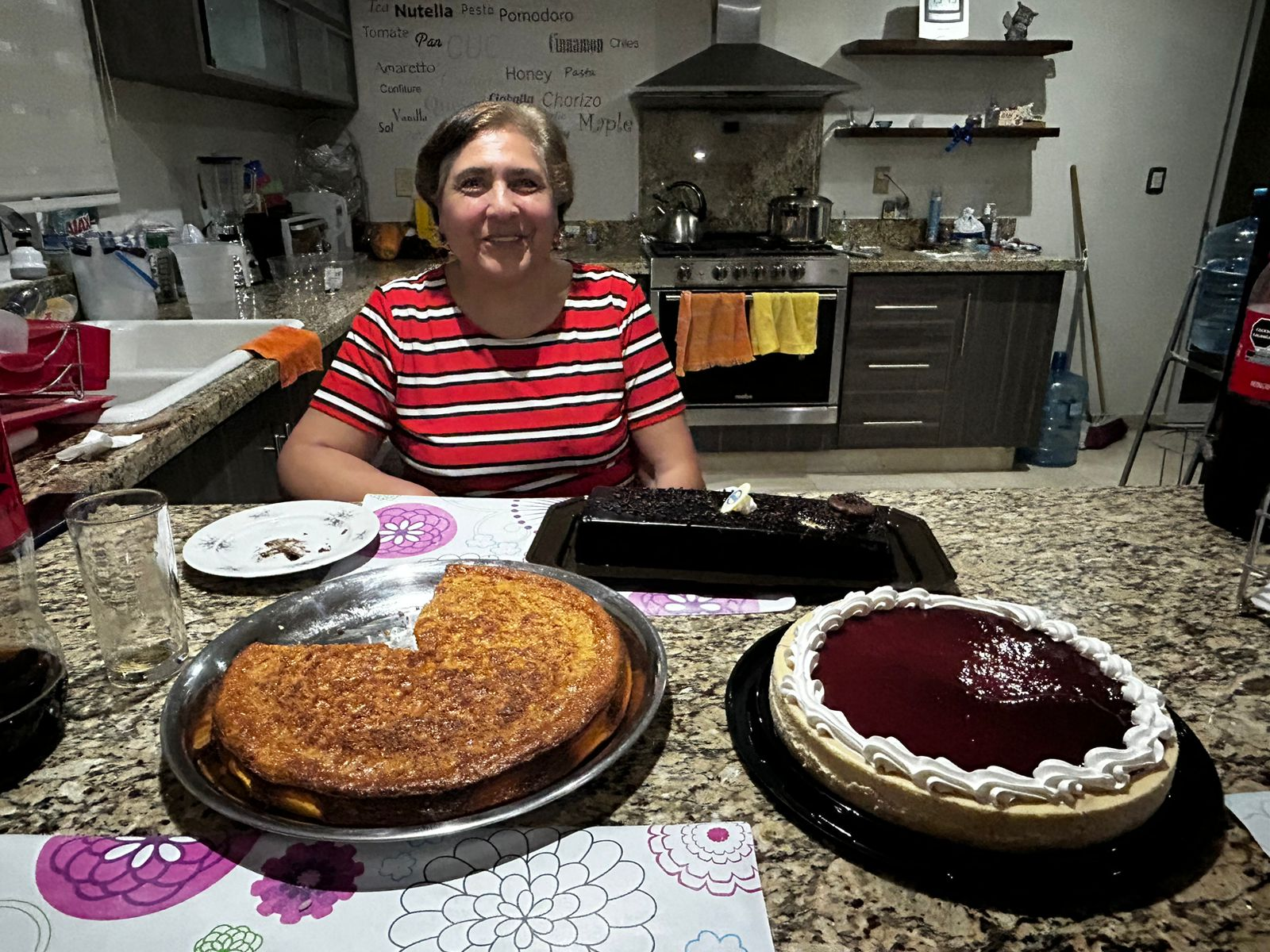
Un negoci familiar de rebosteria, amb els seus productes i equipament.

Els establiments on es venen pastissos, també poden denominar-se confiteries i quan només tenen pastissos es denominen tartería o pastisseria. Sovint les pastisseries també venen pa i altres aliments salats, passant així a dir-se de manera general fleques.
També poden vendre nombrosos altres articles com a refrescos o cereals o caramels i altres dolçors, servint de botiga a l'abast, cafeteries o restaurant de pas.
Les pastisseries sovint s'especialitzen a fer pastissos per a noces, aniversaris o sants. També poden rebre encàrrecs d'hotels o centres de convencions que busquen aconseguir postres de bona qualitat en esdeveniments on poden reunir-se persones de diversos països.
Les fleques/pastisseries es poden dividir en:
- Fàbriques o obradors. Sovint produeixen els pastissos per a després transportar-los a nombrosos punts de venda al llarg d'una regió. Normalment treballen per a botigues similars.
- Negocis familiars. Poden especialitzar-se en productes d'un tipus específic, com ara pastissos amb receptes originàries d'un país en específic
- Franquícies. Formen part de cadenes de pastisseries. Els seus pastissers o forners, o les dues coses alhora, solen seguir receptes predeterminades per la companyia que franquícia, que és la que estableix la gamma de productes. També pot establir la decoració, els proveïdors de matèries primeres i altres inputs.

Les pastisseries poden ser així mateix artesanals.